# Vida Lopez De San Roman
Vida Lopez De San Roman, née le 23 janvier 2006 à Sebastopol, est une coureuse cycliste américaine pratiquant le cyclisme sur route, le cyclo-cross et le VTT cross-country.

## Biographie
Vida Lopez débute le cyclisme jeune, poussé par sa famille. Si son père est ancien joueur de tennis professionnel, sa mère est danseuse de ballet classique. Sa tante, Mary McConneloug a également pratiqué le cyclisme à haut niveaux. Son frère, Ian, est membre de l'équipe Aveolo U23. Elle est originaire de Californie et étudie à l'Université Milligan (en) qu'elle représente lors des compétitions régionales.

### Carrière
À seulement 17 ans, elle remporte le Vestingcross juniors en Belgique et devient la première junior américaine à remporter une course de cyclo-cross en Europe. Elle déclare d'ailleurs « Gagner ma première course européenne était super spécial. Avoir tout réuni pour gagner une course en Europe est quelque chose sur lequel j'ai travaillé toute la saison ».
En décembre 2024, elle est sacrée championne des États-Unis de cyclo-cross élite à seulement 18 ans. Quelques jours après avoir remporté deux cyclo-cross en Caroline du Nord.

## Palmarès en cyclo-cross
- 2022-2023
  -  Médaillée d'argent du championnat panaméricain de cyclo-cross juniors
  - 10e du championnat du monde de cyclo-cross juniors
- 2023-2024
  -  Championne des États-Unis de cyclo-cross juniors
  -  Médaillée d'argent du championnat panaméricain de cyclo-cross juniors
  - 6e du championnat du monde de cyclo-cross juniors
  - 7e de la Coupe du monde juniors
- 2024-2025
  -  Championne des États-Unis de cyclo-cross
  - North Carolina Grand Prix Day 1, Hendersonville
  - North Carolina Grand Prix Day 2, Hendersonville
  - 10e de la Coupe du monde espoirs

## Palmarès en VTT

### Championnats du monde
- Pal Arinsal 2024
  -  Championne du monde du relais mixte

### Championnats panaméricains
- Midway 2024
  -  Championne panaméricaine du cross-country juniors